# František de Paula Karel z Colloreda
František de Paula Karel hrabě z Colloredo-Waldsee (německy Franz de Paula Karl Graf von Colloredo-Waldsee; 23. května 1736 Vídeň – 10. března 1806 Vídeň) byl rakouský šlechtic, působil ve státních službách jako císařský kabinetní a konferenční ministr.

## Rodina a původ
Narodil se jako syn Camilla hrabětě z Colloredo-Waldsee, vrchního hofmistra arcivévodkyně Marie Anny a jeho manželky Marie Františky, rozené hraběnky z Wolfsthalu.
Svou kariéru ve státní službě zahájil jako vládní poradce v Dolním Rakousku. V roce 1772 se stal vrchním soudcem ve Florencii a vychovatelem budoucího císaře Františka I. Štěpána, jenž po převzetí trůnu v roce 1792 jmenoval hraběte Colloreda ministrem vlády. Ve Státní a konferenční radě hrál hrabě Colloredo klíčovou roli.
Po rezignaci Jana Amadea Thuguta v roce 1801 po Lunevilleském míru se Colloredo stal s Johannem Ludwigem Cobenzlem spoluzodpovědným za zahraniční politiku Rakouského císařství. Zastával názory období starého režimu a myšlenkově závisel na Thugutovi. Vývoj ve Francii mu byl cizí a Napoleona nepovažoval za hrozbu. Zpočátku se přiklonil k francouzské straně a osciloval mezi vazbami na Svatou římskou říši a zájmy Rakouska. Údajně pod vlivem své druhé manželky se Colloredo nakonec rozhodl v roce 1805 připojit se k protifrancouzské koalici.
Po další válce s Napoleonem v roce 1805 vedl kampaň za jmenování Karla Macka von Leibericha do funkce generálního kvartermistra. Z porážek v bitvách u Ulmu a u Slavkova byl nepřímo obviněn také Colloredo, což nakonec vedlo k jeho propuštění ze státních služeb.
František de Paula Karel z Colloreda zemřel ve Vídni dne 10. března 1806.

### Manželství a potomstvo
František Kare byl dvakrát ženat.
V roce 1762 se oženil poprvé s Marií Eleonorou hraběnkou Bruntálskou z Vrbna, s níž měl tři syny a tři dcery, mezi nimi Marii Eleonoru, provdanou za Františka Antonína z Hartigu. 
Podruhé se oženil s hraběnkou Folliotovou de Crenneville, s níž měl syna, budoucího diplomata Františka de Paula z Colloredo-Wallsee a jednu dceru.